# Chrysetaerius iheringi
Chrysetaerius iheringi är en skalbaggsart som beskrevs av August Reichensperger 1923. Chrysetaerius iheringi ingår i släktet Chrysetaerius och familjen stumpbaggar. Inga underarter finns listade i Catalogue of Life.